# Goya en Burdeos
Goya en Burdeos és una pel·lícula espanyola de 1999, escrita i dirigida per Carlos Saura, i guanyadora de diversos premis Goya, entre d'altres.

## Argument
Francisco de Goya y Lucientes (Francisco Rabal d'adult, José Coronado de jove) es troba exiliat a Bordeus al costat de la seva última amant Leocadia Zorrilla de Weiss (Eulàlia Ramon) i la seva filla Rosario (Dafne Fernández). Recorda la seva vida des del seu llit de mort.

## Repartiment
- José Coronado: Goya jove
- Dafne Fernández: Rosario
- Maribel Verdú: duquessa d'Alba
- Eulàlia Ramon: Leocadia
- Joaquín Climent: Moratín
- Cristina Espinosa: Pepita Tudó
- Josep Maria Pou: Manuel Godoy
- Saturnino García: cura i San Antonio
- Carlos Hipólito: Juan Valdés
- Francisco Rabal: Goya vell

## Premis i nominacions

### Premis
- Premis Goya:[1]
  - Millor actor: Francisco Rabal
  - Millor fotografia: Vittorio Storaro
  - Millor direcció artística: Pierre-Louis Thévenet
  - Millor disseny de vestuari: Pedro Moreno
  - Millor maquillatge i perruqueria: José Quetglás, Susana Sánchez, Blanca Sánchez
- Festival Internacional de Cinema de Mont-real:[2]
  - Millor contribució artística
  - Premi Ecumènic
- Acadèmia de Cinema Europea - Millor director de fotografia europeu, per Vittorio Storaro[2]

### Nominacions
- Premis Goya:[3]
  - Millor actor secundari: José Coronado
  - Millor direcció de producció: Carmen Martínez Rebé
  - Millor muntatge: Julia Juaniz
  - Millor so: Carlos Faruolo, Alfonso Pino, Alfonso Raposo, Jaime Fernández
  - Millors efectes especials: Reyes Abades, Fabrizio Storaro